# Ophiogema punctata
Ophiogema punctata är en ormstjärneart som beskrevs av Jean Baptiste François René Koehler 1922. Ophiogema punctata ingår i släktet Ophiogema och familjen knotterormstjärnor. Inga underarter finns listade i Catalogue of Life.